# Lionel Cox (Radsportler)
Lionel Cox OAM (* 26. Februar 1930 in Brisbane; † 9. März 2010 in Sydney) war ein australischer Radrennfahrer. Cox wurde bei den Olympischen Sommerspielen 1952 in Helsinki Olympiasieger im Tandemrennen und wurde Zweiter im Sprint.
Cox begann mit 15 Jahren mit dem Radsport, hatte aber keinen Erfolg und so viele Stürze, dass ihm seine Mutter die weitere Teilnahme an Rennen verbot, bis er reifer geworden sei. Zwei Jahre später unternahm Cox mit einem von seiner Mutter geschenkten Rennrad einen neuen Versuch, diesmal mit großem Erfolg. Cox gewann jedes Rennen seiner Altersklasse, einschließlich der Juniorenmeisterschaft im Sprint. 1948 fuhr er seine erste Saison als Erwachsener und gewann die Sprintmeisterschaft von New South Wales und wurde Vierter der australischen Meisterschaften im Sprint. 1949 wurde er im Finale der australischen Sprintmeisterschaft von Russell Mockridge geschlagen, was Cox die Teilnahme an den British Empire Games 1950 kostete. Cox ließ daraufhin die Straßensaison aus, um sich auf die Bahnsaison 1950/51 gezielter vorzubereiten. Das Vorgehen zahlte sich aus, denn Cox wurde Staats- und Nationaler Meister im Zeitfahren über eine Meile und Dritter der nationalen Sprintmeisterschaften. Im folgenden Jahr blieb Cox während aller Bahnrennen in New South Wales ungeschlagen, wobei er sogar Mockridge schlug. Dieser gewann allerdings die nationalen Meisterschaften. Bei der Nominierung für die Sommerspiele 1952 stand Cox lediglich an sechster Stelle, mit geringen Chancen auf eine Berufung oder gar einen Einsatz. Seine Erfolge veranlassten jedoch den Radsportverband von New South Wales, Spenden zur Deckung von Cox’ Reisekosten zu sammeln. Cox’ Arbeitskollegen vom Obstgroßmarkt in Sydney gaben ebenso wie die Radsportverbände der Bundesstaaten Victoria und Queensland, den Rest der Reisekosten brachten Cox und dessen Mutter auf.
In Helsinki sollte Cox mit Mockridge im Tandem starten. Cox hatte zu diesem Zeitpunkt noch nie einen Wettkampf im Tandemrennen bestritten, selbst ein Tandem war nicht vorhanden und musste von Cox und Mockridge kurzfristig beschafft werden. Obwohl die beiden nur drei Übungsrunden um die Bahn gefahren hatten, starteten sie im Wettbewerb und schlugen hintereinander die Tandems aus Ungarn, Dänemark, Italien und im Finale Südafrika. Cox nahm auch im Sprint teil, wo er bis ins Finale vordrang. In einem Dreierlauf wurde er vom Amateurweltmeister Enzo Sacchi geschlagen, konnte aber den Deutschen Werner Potzernheim hinter sich lassen.
Cox blieb Amateur. 1953 und 1955 wurde er beim Sprint-Grand-Prix der Amateure in Paris jeweils Dritter.
1993 wurde er in die Sport Australia Hall of Fame aufgenommen. Für seine Verdienste um den Radsport, insbesondere als Trainer und ehemaliger Wettkämpfer wurde er 1999 mit der Medaille des Order of Australia ausgezeichnet.